# Rhodomyrtus salomonensis
Rhodomyrtus salomonensis là một loài thực vật có hoa trong Họ Đào kim nương. Loài này được (C.T.White) A.J.Scott miêu tả khoa học đầu tiên năm 1978.